# Thomas Stuer-Lauridsen
Thomas Stuer-Lauridsen (født 29. april 1971) er en tidligere dansk professionel badmintonspiller, der nu fungerer som en del af trænerstaben på det danske badmintonlandshold.
Stuer-Lauridsen vandt bronze ved OL i Barcelona 1992. Det var den første danske OL-medalje i badminton nogensinde. Han har desuden flere gange været danmarksmester i herresingle.